# エリス・R・ダンガン
エリス・ロデリック・ダンガン（Ellis Roderick Dungan、1909年5月11日 - 2001年12月1日）は、インドで活動したアメリカ人映画監督。1936年から1950年にかけてタミル語映画で活動した。南カリフォルニア大学出身で、1935年に渡印した。M・G・ラーマチャンドラン、T・S・バーライアー、N・S・クリシュナンの俳優デビュー作『Sathi Leelavathi』を監督したことで知られている。

## 生涯

### 生い立ち
ダンガンはアメリカ合衆国オハイオ州バートン出身のアイルランド系アメリカ人である。セント・クレアーズビルのセント・クレアーズビル高等学校に通い、同校のサッカーチームではクォーターバックを務めた。彼は学校年鑑の編集長を務め、学校年鑑作成のために初めてボックスカメラを購入した。1932年に南カリフォルニア大学に入学し、新設された映画芸術学部に所属した。

### キャリア

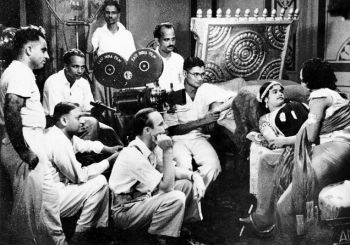
『Ambikapathy』の撮影風景

1935年、ボンベイの同窓生マニカ・ラーイ・タンドンの招待を受け、同窓生マイケル・オルマレフと共にイギリス領インド帝国を訪れた。タンドン家は映画産業への参入を模索していたが、一家は参入に失敗した。タンドンは2人を連れてカルカッタに向かい、同地でタミル語映画『Bhakta Nandanar』を監督した。その際、タンドンは映画プロデューサーのA・N・マルダチャラム・チェッティアールにダンガンを紹介し、『Bhakta Nandanar』の製作で手一杯だった自分の代わりにダンガンを新作映画の監督に起用するように勧めた。これにより、ダンガンは『Sathi Leelavathi』で監督デビューした。同作は後にタミル・ナードゥ州首相となるM・G・ラーマチャンドランの俳優デビュー作でもある。ダンガンは1950年までタミル語映画を中心に活動した。彼はインドの言語に関する知識がなかったが、映画を監督する際に特別問題になることはなかったという。
ダンガンの監督映画はヒンドゥー教に基づいた神話映画が多かったが、当時ヒンドゥー教徒以外の立ち入りが禁止されていたヒンドゥー寺院で撮影する必要があった。彼はこの問題を解決するためカシミール人のパンディットに扮装して寺院に潜入し、撮影を行った。彼はタミル語映画に現代的なメイクアップ技術やモバイルカメラ、キャバレーダンスを導入し、舞台演劇からの脱却を図った。1950年に監督した『Ponmudi』では濃密なラブシーンを描いたことで批判を浴び、新聞からは「下品なシーン」を描き「アメリカ流のやり方で大衆を腐敗させた」と酷評されている。同年に最後のタミル語映画『Manthiri Kumari』を監督した。その後はアメリカに帰国し、1958年にウェストバージニア州ホイーリングに移住した。アメリカではエリス・ダンガン・プロダクションを設立し、ハリウッドの映画プロデューサーのデューク・ゴールドストーンのためにドキュメンタリー映画の製作を手掛けた。

### 死去
2001年12月1日、ダンガンはホイーリングで死去した。

## フィルモグラフィー

### タミル語映画
- Bhakta Nandanar（1935年）※ノンクレジット
- Sathi Leelavathi（1936年）
- Seemanthini（1936年）
- Iru Sahodarargal（1936年）
- Ambikapathy（1937年）
- Sakuntalai（1940年）
- Kalamegam（1940年）
- Surya Puthri（1941年）
- Dhaasippen（1943年）
- Valmiki（1945年）
- Returning Soldier（1945年）
- Meera（1945年）
- Ponmudi（1950年）
- Manthiri Kumari（1950年）

### ヒンディー語映画
- Meera（1947年）

### 英語映画
- Kaadu（1952年）
- Harry Black（1958年）
- Wheeling 1959: Wheels to Progress（1959年）
- The Big Hunt（1959年）
- Tarzan Goes to India（1962年）※第2班プロデューサー
- For Liberty and Union（1977年）
- Josiah Fox - Architect of the United States First Navy（1987年）[8][10]

### 英語テレビシリーズ
- Smilin' Ed's Gang（1951年-1954年）
- Andy's Gang（1955年-1960年）

## 伝記
- A Guide to Adventure - An Autobiography (with Barbara Diane Smik), Pittsburg: Dorrance Publishing Co. (2002)